# Coordinadora Rural de Catalunya
La Coordinadora Rural de Catalunya (CRUC) és una organització que treballa pel desenvolupament del món rural i juvenil del territori català. Actualment té tres línies d'acció obertes: una de representació dels joves del món rural, una de suport a programes, projectes i inicatives, i una tercera de foment de l'associacionisme.